# Saruhanlı
Saruhanlı ist eine Stadtgemeinde (Belediye) im gleichnamigen Ilçe (Landkreis) der Provinz Manisa in der türkischen Ägäisregion und gleichzeitig eine Gemeinde der 2012 geschaffenen Büyüksehir belediyesi Manisa (Großstadtgemeinde/Metropolprovinz) | in der Türkei. Seit der Gebietsreform 2013 ist die Gemeinde flächen- und einwohnermäßig identisch mit dem Landkreis. Die im Stadtlogo manifestierte Jahreszahl (1953) dürfte ein Hinweis auf das Jahr der Erhebung zur Stadtgemeinde (Belediye) sein.
Saruhanlı liegt etwa 20 Kilometer nordöstlich des Zentrums der Provinzhauptstadt Manisa grenzt im Nordosten an Akhisar, im Osten an Gölmarmara, im Süden an Ahmetli und Turgutlu, im Südwesten an den zentralen Landkreis und im Nordwesten an die Provinz Izmir. Die Kreisstadt liegt an der Straße D 565 von Manisa nach Akhisar. Sie liegt der Ebene des Flusses Kumçay, eines Nebenflusses des Gediz.

## Verwaltung
Der Kreis entstand im April 1959 (Gesetz Nr. 9644) durch Ausgliederung von 52 Ortschaften der Nahiye Saruhanli und Halitpasa aus dem zentralen Kaza (Merkez Kaza) der Provinzhauptstadt Manisa.
(Bis) Ende 2012 bestand der Landkreis neben der Kreisstadt aus 13 Stadtgemeinden (Belediye)
- Alibeyli
- Büyükbelen
- Dilek
- Gökçe
- Gümülceli
- Hacırahmanlı
- Halitpaşa
- İshakçelebi
- Koldere
- Kumkuyucak
- Mütevelli
- Nuriye
- Paşaköy

sowie 29 Dörfern (Köy) in zwei Bucaks, die während der Verwaltungsreform 2013 in Mahalle (Stadtviertel/Ortsteile) überführt wurden. Die acht existierenden Mahalle der Kreisstadt blieben erhalten, während die Mahalle der anderen Belediye vereint und zu je einem Mahalle reduziert wurden. Durch Herabstufung dieser Belediye und der Dörfer zu Mahalle stieg deren Zahl auf 50 an. Ihnen steht ein Muhtar als oberster Beamter vor.
Ende 2020 lebten durchschnittlich 1.119 Menschen in jedem der Mahalle, 5.756 Einw. im bevölkerungsreichsten (Cumhuriyet Mah.).

## Persönlichkeiten
- Önder Akdağ (* 1991), Fußballspieler
- Alper Mete (* 1998), Fußballspieler
- Burak İnce (* 2004), Fußballspieler